# Bürrig
Bürrig ist ein Stadtteil der kreisfreien Stadt Leverkusen im südlichen Nordrhein-Westfalen.

## Lage
Bürrig grenzt im Osten an Küppersteg und im Süden an Wiesdorf. Zwischen den beiden Stadtteilen fließt die Dhünn, die auch Bürrig im Westen begrenzt. Im Nordwesten wird Bürrig vom Mühlengraben, der Wupper und Rheindorf begrenzt.

## Geschichte
Die erste urkundliche Erwähnung der Pfarrkirche St. Stephanus und damit des Ortes Bürrig erfolgte im Jahr 1147. Im Jahre 1280 erhielt Graf Adolf V. von Berg das Patronat über die Pfarrei. 1399 überfielen die Kölner Bürger die Burg Reuschenberg. 1477 wurde die Reuschenberger Mühle neu gebaut. Landesherrlich gehörte Bürrig seit dem Mittelalter zum Herzogtum Berg und unterstand dem Amt Miselohe. Zum Kirchspiel Bürrig gehörten auch die Wohnplätze Neuenhof und Schaafstall sowie das Rittergut Reuschenberg. Von 1806 bis 1813 gehörte der Ort zum napoleonischen Großherzogtum Berg und wurde 1808 dem Kanton Opladen und dem Arrondissement Düsseldorf im Rheindepartement zugeordnet.
1815 kam Bürrig an das Königreich Preußen und wurde 1816 dem neuen Kreis Opladen, 1819 dem Kreis Solingen im Regierungsbezirk Düsseldorf zugeschlagen. Die Gemeinde Bürrig war der Verwaltung der Bürgermeisterei Opladen unterstellt und hatte 1832 521 Einwohner. Im 19. Jahrhundert setzte auch in Bürrig die Industrialisierung ein. Hierfür wichtig war die Errichtung des Bahnhofs in Küppersteg an der neuen Cöln-Mindener Eisenbahn im Jahr 1845. 1860 erfolgte die Ansiedlung von mehreren Sprengstofffirmen in Bürrig. Nach der Stadterhebung von Opladen (1858) wurde die dadurch entstandene Bürgermeisterei Opladen-Land 1889 in Bürgermeisterei Küppersteg und 1920 in Bürgermeisterei Wiesdorf umbenannt. 1921 erfolgte der Zusammenschluss der Gemeinden Bürrig und Wiesdorf zur Stadt Wiesdorf. Diese wurde 1930 in die neu gebildete Stadt Leverkusen integriert.

## Sehenswürdigkeiten

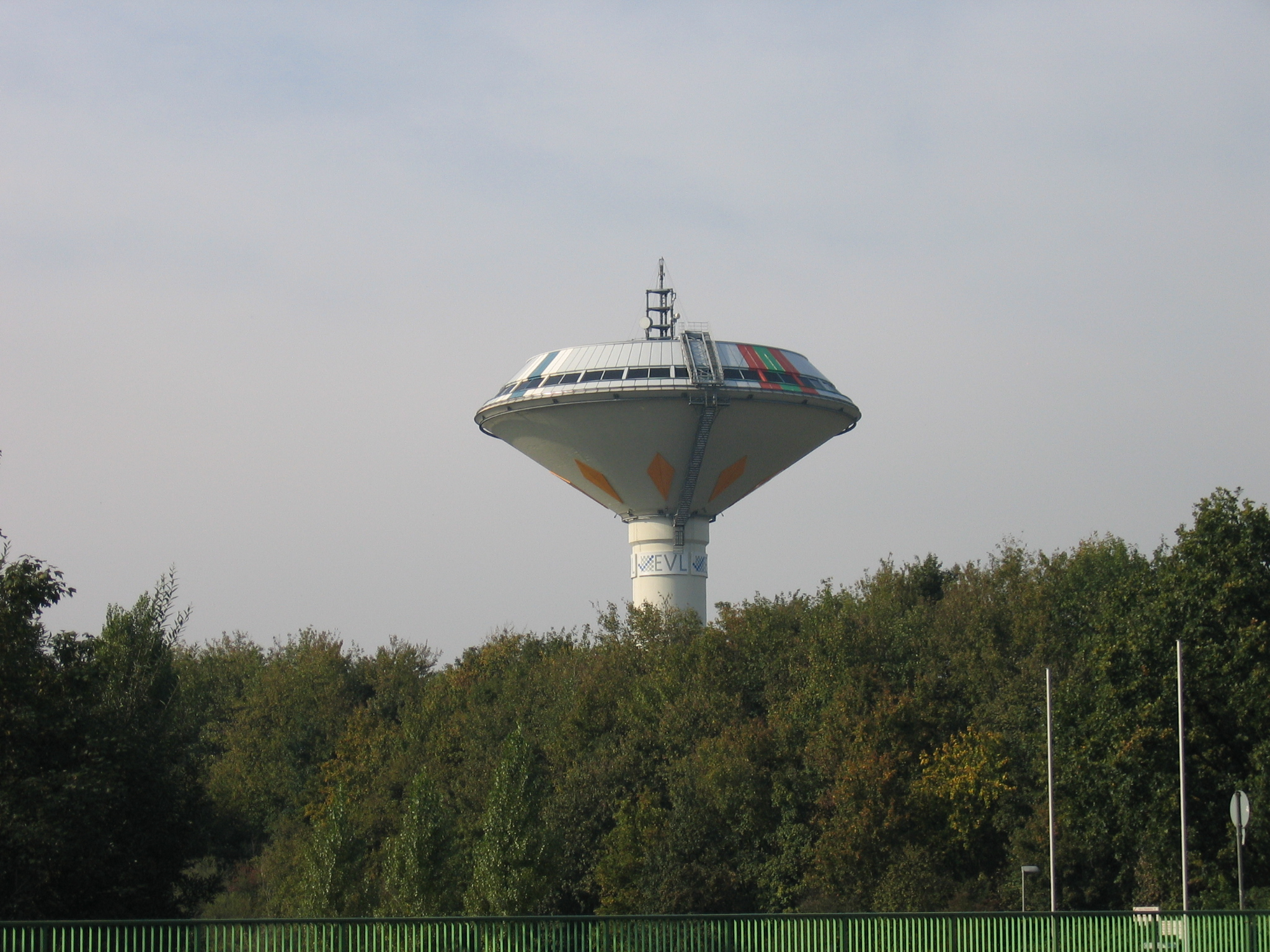
Wasserturm Bürrig

- „Wahrzeichen“ der Gegend ist der Wasserturm Leverkusen-Bürrig.

## Wirtschaft und Infrastruktur
In Bürrig haben sich einige Firmen angesiedelt wie zum Beispiel die Energieversorgung Leverkusen (EVL), aber besonders Autohäuser wie Mercedes, BMW / Mini Procar und Roock Porsche.

### Einrichtungen
- Kindergarten St. Stephanus
- Städtischer Kindergarten
- Gemeinschaftsgrundschule Im Steinfeld
- Freiwillige Feuerwehr Leverkusen – Löschzug 13 – Bürrig, Küppersteg, Manfort
- Malteser Jugend im Malteser Hilfsdienst
- Lebenshilfe – Werkstätten
- Freiwillige Jugendfeuerwehr Gruppe 6
- Jugendzentrum (JuZ) ehem. Kevelaer-Kapelle Bürrig

## Sport
- TuS 1887 Roland Bürrig